# Har Ja'aran
Har Ja'aran (hebrejsky: הר יערן) je hora o nadmořské výšce 632 metrů v centrálním Izraeli, v pohoří Judské hory.
Nachází se cca 20 kilometrů jihozápadně od centra Jeruzaléma, cca 5 kilometrů jihovýchodně od města Bejt Šemeš a cca 2 kilometry jihozápadně od obce Mata. Má podobu zalesněného vrchu, který na jižní straně prudce spadá do údolí vádí Nachal Sansan. Na severu leží údolí Nachal Zanoach. Na východě s horou sousedí vrch Har Chanot. Na západní straně se terén volněji svažuje do údolí menších vádí Nachal ha-Nativ, Nachal Carcar a Nachal Cilcal. Ze severu míjí vrcholovou partii lokální silnice číslo 375. Hora je turisticky využívána. Prochází tudy Izraelská stezka.